# George Wells

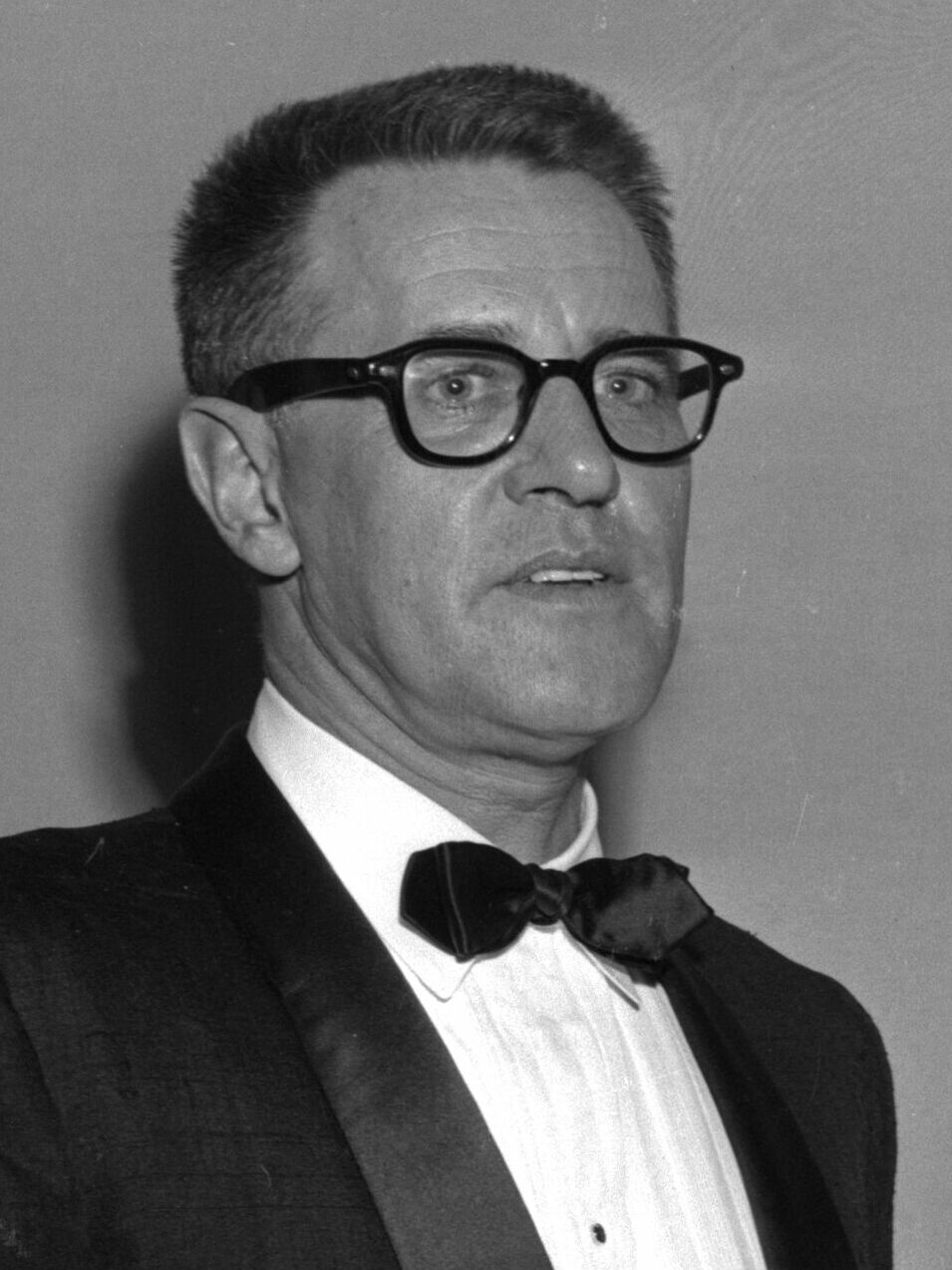
George Wells (1958)

George Wells (* 8. November 1909 in New York City, New York; † 27. November 2000 in Newport Beach, Kalifornien) war ein US-amerikanischer Drehbuchautor, der den Oscar für das beste Originaldrehbuch erhielt.

## Leben
Wells, Sohn des Vaudeville-Comedian Billy K. Wells studierte nach dem Schulbesuch an der New York University, ehe er zunächst Regisseur bei Schallplattenaufnahmen wurde. Als solcher leitete er 1941 die bekannten Studioaufnahmen von Charles Dickens’ A Christmas Carol bei Decca Records mit Ronald Colman in der Rolle des „Ebenezer Scrooge“.
Mitte der 1940er begann er seine Tätigkeit als Drehbuchautor bei Filmproduktionen und wirkte nach seinem Debüt in Till the Clouds Roll By (1946) von Richard Whorf bei der Entstehung von rund 30 Filmen mit. 1950 erhielt er seine erste Nominierung für einen Preis der Writers Guild of America (WGA Award) für das bestgeschriebene Musical zusammen mit Harry Tugen für Spiel zu dritt (1949) von Busby Berkeley. Im selben Jahr wirkte er am Drehbuch für das biografische Filmdrama The Stratton Story mit. 1951 wurde er gleich für zwei Musical-Drehbücher für den WGA Award nominiert und zwar zum einen für Drei kleine Worte (1950) von Richard Thorpe, zum anderen zusammen mit Sy Gomberg für Summer Stock (1950) von Charles Walters. 1951 wirkte er am Drehbuch der Musicalverfilmung Show Boat Mississippi-Melodie mit. Im Jahr 1952 erfolgte seine erste Nominierung für einen WGA Award für die bestgeschriebene Komödie zusammen mit Dorothy Kingsley für Angels in the Outfield (1951) von Clarence Brown. 1958 wurde er abermals für zwei WGA Awards nominiert und zwar diesmal für die Komödien Geh nicht zu nah ans Wasser (1957, Co-Autorin Dorothy Kingsley) von Charles Walters sowie für Warum hab’ ich ja gesagt? (1957) von Vincente Minnelli.
Für diesen Film erhielt er schließlich auch bei der Oscarverleihung 1958 den Oscar für das beste Originaldrehbuch.
Wells war außerdem Autor des Romans Taurus (1982). 1994 wurde der Stoff von Angels in the Outfield erneut von William Dear unter dem Titel Angels – Engel gibt es wirklich! verfilmt.

## Filmografie (Auswahl)
- 1946: The Show-Off
- 1947: Hoppla, hier kommt Merton! (Merton of the Movies)
- 1949: Spiel zu dritt (Take Me Out to the Ball Game)
- 1950: Drei kleine Worte (Three Little Words)
- 1950: Der Fischer von Louisiana (The Toast of New Orleans)
- 1950: Summer Stock
- 1951: Gib Gas, Joe! (Excuse My Dust)
- 1951: Angels in the Outfield
- 1952: Männer machen Mode (Lovely to Look At)
- 1952: Everything I Have Is Yours
- 1953: Die Wasserprinzessin (Dangerous When Wet)
- 1953: Fotograf aus Liebe (I Love Melvin)
- 1957: Warum hab’ ich ja gesagt? (Designing Woman)
- 1957: Geh nicht zu nah ans Wasser (Don’t Go Near the Water)
- 1959: Das Mädchen aus der Unterwelt (Party Girl)
- 1959: Immer die verflixten Frauen (Ask Any Girl)
- 1959: Die Nervensäge (The Gazebo)
- 1960: Dazu gehören zwei (Where the Boys Are)
- 1961: Die Heiratsmaschine (The Honeymoon Machine)
- 1962: Ein Leutnant und ein Bett (The Horizontal Lieutenant)
- 1966: Penelope
- 1967: Drei Bissen vom Apfel (Three Bites of the Apple)
- 1968: Alles was verboten ist (The Impossible Years)
- 1970: Cover Me Babe